# 王仲興
王 仲興（おう ちゅうこう、生没年不詳）は、北魏の宣武帝の寵臣。本貫は趙郡南䜌県。

## 経歴
王天徳の子として生まれた。父の引き立てにより、若くして給事左右に任じられた。太和年間、殿内侍御中散・武騎侍郎・給事中を歴任した。禁中に出入りすること十数年、冗従僕射に転じ、孝文帝の側近で仕えて、斎帥となった。497年（太和21年）、孝文帝の南征に従って、新野で功績を挙げ、折衝将軍・屯騎校尉に任じられた。498年（太和22年）、1000騎あまりを率いて鄧城で斉軍を撃破した。振威将軍・越騎校尉に転じた。
499年（太和23年）、孝文帝が馬圏に入り、病床につくと、仲興は帝が死去するまで、側近で警護を担当した。魯陽に入り、宣武帝が即位すると、仲興は斎帥のまま左中郎将に転じた。501年（景明2年）、宣武帝が親政をはじめると、仲興は趙脩とともに重用され、光禄大夫の位を受け、武衛将軍の号を加えられた。咸陽王元禧の反乱計画が発覚すると、仲興は宣武帝の命を受けて金墉城に入り、兵士の動揺を鎮めた。後に領軍の于勁とともに国政の機密に参与するようになり、功績により上党郡開国公に封じられた。仲興が武衛の号や開国公の封を受けた日には、宣武帝が仲興の邸を訪れて祝宴が開かれた。宣武帝が遊幸におもむくときには、仲興は必ず侍従して、側を離れなかった。仲興は趙郡の寒門の出身だったが、昔を遡ると京兆郡覇城県の出身だったと称して、雍州大中正の任を兼ねた。
ときに兄の王可久が仲興の引き立てにより、徐州征虜府長史となり、彭城郡太守を兼ねていた。可久は仲興の寵をたのんで、徐州司馬・梁郡太守の李長寿を侮辱し、諍いを起こした。彭城の沙門たちの仲立ちでいったん両者は和解したが、まもなく争いが再発した。可久が僮僕に命じて李長寿を殴らせ、脅しつけたため、事件は徐州から洛陽の朝廷に報告された。北海王元詳が朝廷に参集する百官の前で糾弾したため、仲興は封邑を剥奪され、平北将軍・并州刺史として出向させられた。ほどなく死去した。安東将軍・青州刺史の位を追贈された。

## 伝記資料
- 『魏書』巻93 列伝第81
- 『北史』巻92 列伝第80